# Los versos satánicos
Los versos satánicos (en inglés: The Satanic Verses) es la cuarta novela del escritor indio nacionalizado británico Salman Rushdie, publicada por primera vez en 1988, e inspirada en parte en la vida del profeta islámico Mahoma. Como en sus libros previos, Rushdie usa el realismo mágico y se apoyó en eventos y personas contemporáneas para crear a sus personajes. El título hace referencia a los versos satánicos, un grupo de versículos del Corán que se refieren a tres diosas preislámicas de La Meca: Alat, Al-Uza, y Manat. Los versos satánicos son palabras de supuesta «inspiración satánica» que el profeta islámico Mahoma confundió con una revelación divina, según es descrito en la biografía de Mahoma escrita por Ibn Ishaq. La parte de la historia que trata de los «versos satánicos» se basó en relatos de los historiadores Al-Waqidi y Al-Tabari.
En el Reino Unido, Los versos satánicos recibió críticas positivas, fue finalista del Premio Booker —perdiendo ante Oscar and Lucinda de Peter Carey— y ganó el Premio Whitbread de 1988 a mejor novela del año. Sin embargo, se suscitó una gran controversia cuando musulmanes de todo el mundo acusaron a la novela de blasfemia y a su autor, de apostasía. Como reacción, el ayatolá Jomeiní, líder supremo de Irán, emitió una fetua pidiendo la muerte de Rushdie y de todos aquellos editores que publicasen el libro el 14 de febrero de 1989. En consecuencia, ocurrieron varios intentos fallidos de asesinato contra el escritor, que fue puesto bajo protección policial por parte del gobierno del Reino Unido, así como ataques contra personas relacionadas con su publicación, incluyendo el asesinato del traductor Hitoshi Igarashi. El libro fue prohibido en la India, al considerarse discurso de odio hacia los musulmanes.

## Argumento
La novela narra la historia de Gibreel Farishta y Saladin Chamcha, dos actores de origen indio. Farishta es una estrella de Bollywood especializado en papeles religiosos con un fuerte complejo de superioridad; Chamcha, un emigrante que ha roto con su pasada identidad india, trabaja como actor de voz para anuncios, experto en adoptar cualquier acento, lo que le ha ganado la fama del "Hombre de las Mil Voces". 
Al principio de la novela ambos caen en picado, al haber explotado, en un atentado el avión en el que viajaban, el Bostan 706, de India a Inglaterra. Sin embargo, sobreviven milagrosamente al caer cerca de las costas inglesas, transformados Farishta con una aureola angelical y Chamcha con unas nacientes protuberancias en la frente, respectivamente arcángel Gabriel y Shaitan. 
Sus caminos se separan en la casa de playa de la señora Rose Diamond en donde son buscados por la policía acusados de ser inmigrantes ilegales, pero solo es puesto bajo custodia Saladin Chamcha, puesto que Gabriel se les presenta a los oficiales irradiando la luz angelical de su aureola, convenciéndoles de su honesta estancia en el país sin tan siquiera decir una palabra. En cambio, a Chamcha, con sus ahora enormes cuernos caprinos que no solo lo delatan como extranjero sino que lo convierten en la viva representación de todo lo que es maligno y engañoso, los oficiales se lo llevan entre burlas y abusos físicos, a pesar de que afirma ser ciudadano inglés y ser sobreviviente del Bostan. Farishta lo observa todo como alejado, en trance, y no intenta siquiera ayudar. Chamcha nunca olvidaría el incidente. (Resto de la trama, pendiente.)
A la par de la narrativa principal, se intercalan visiones soñadas por Gibreel Farishta, que lo representan como el mensajero de Dios. Una de estas visiones narra la historia de Ayeesha, una joven campesina, quien dice recibir mensajes de Dios a través del Arcángel Gabriel. Ella encabeza una peregrinación a La Meca, a pie, a través de la India. Al llegar a la costa del mar de Arabia, los creyentes entran en el agua y se sumergen convencidos de que el arcángel separará las olas y les permitirá el paso libre, sin embargo todos se ahogan. 
La secuencia de Jahilia es la que contiene más elementos considerados como blasfemos por los musulmanes. En esta parte somos partícipes de la vida de Mahoma (Mahound en el libro), su exilio y su eventual regreso triunfante a La Meca preislámica y politeísta (Jahilia en la novela).
En esta visión es donde se hace alusión a los versos satánicos: Abu Simbel, líder de Jahilia y esposo de Hind, sacerdotisa de la diosa Al-Lat, le ofrece a Mahound un pacto: él admitirá a tan sólo tres antiguas deidades politeístas permitiéndole al pueblo su adoración. Baal,un poeta que satirizó la figura del Mahound en su juventud, se esconde en un burdel subterráneo, temiendo las represalias del profeta, donde las prostitutas asumen la identidad de las esposas del profeta. Mahound atribulado sube al monte Cone, a pedirle una revelación al Arcángel Gabriel, obligándole inconscientemente a dictarle unos versos en los que se proclame la validez de las tres deidades pero luego renuncia a ello como un error inducido por un poeta escéptico y satírico, Baal (el Diablo). 
Tras un enfrentamiento con Hind, y al darse cuenta de la trampa en la que había caído (puesto que incluso su gente empezaba a dudar de las supuestas revelaciones) Mahound vuelve a subir al monte Cone para enfrentarse físicamente con el arcángel, sólo para ser vencido. Con esto, Mahound se convence a sí mismo de que ahora sí es el verdadero arcángel, puesto que un humano nunca podría vencer al mensajero de Dios. Vuelve a recibir los versos ahora proclamando la existencia de solo un Dios y nadie más, y que los versos que anteriormente le dictara el supuesto arcángel en realidad habían sido dictados por Satán. Sin embargo, ambos dictados, admite Farishta, no han provenido de él, sino del interior del profeta, convirtiendo al arcángel en un mero títere cantando glosolalia.
Pero es quizás la visión del Imán, un líder religioso, la que le valió la fatwa emitida por el Ayatolá Jomeini, él mismo un líder religioso exiliado en París. Durante la visión se retrata al imán como una figura de pesadilla que manipula al arcángel Gabriel a través de la fuerza y la violencia, para respaldar sus acciones, igual de violentas, para con su pueblo.

## Polémica
La publicación del libro en 1988, en el Reino Unido, trajo consigo una fuerte polémica, desde la prohibición y quema del libro en los países musulmanes así como disturbios tanto en Inglaterra —donde alcanzó especial repercusión la quema del libro por parte de la comunidad musulmana de Bradford en 1989— como en Estados Unidos. El 14 de febrero de 1989, el ayatolá Jomeini proclama una fetua, instando a la población musulmana a ejecutar a cualquier persona relacionada con la publicación del libro. Una Bonyad o fundación religiosa iraní llega incluso a ofrecer una recompensa en efectivo por la muerte de Rushdie quien dos días después sería puesto bajo protección del gobierno británico las 24 h del día. Tales precauciones fueron fundamentadas cuando los traductores Hitoshi Igarashi y Ettore Capriolo así como el editor noruego Wiliam Nygaard fueron brutalmente atacados, en distintas localidades, por fanáticos musulmanes. El traductor de la edición japonesa murió a consecuencia de las heridas infligidas en dicho ataque. 
La fatwa hacia Salman Rushdie sigue vigente, según reporta la agencia de noticias oficial del estado iraní, y la recompensa asciende a U$D 2,8 millones ofrecidos por una bonyad financiada por el gobierno.
En junio de 2007, la Reina Isabel II de Inglaterra y el gobierno británico le concedieron a Salman Rushdie la distinción de caballero (Sir) a lo cual, el mundo islámico volvió a reaccionar violentamente aunque ya habían pasado casi veinte años de la primera publicación de "Los Versos Satánicos". Los gobiernos de Egipto e Irán, así como manifestantes en Malasia, grupos talibán de Afganistán y otros de línea dura en Pakistán han mostrado su condena a la distinción hecha por el gobierno británico, denunciando una provocación al mundo islámico por parte de occidente.
El gobierno británico se negó a dar una excusa sobre su acto y más bien lo defiende como un premio al trabajo literario de Salman Rushdie, gracias al conjunto de valores que, según John Reid (Ministro del Interior de Reino Unido), tiene Gran Bretaña indiferentemente si se comparte o no los puntos de vista del autor premiado, sin embargo la ministra británica de relaciones exteriores, Margaret Beckett, comentó que su país "lamenta" la ofensa causada por el título a Rushdie a quienes "se tomaron muy a pecho ese nombramiento".
En agosto de 2022, Rushdie fue apuñalado en un intento de ejecutar la fatua, pero fue trasladado rápidamente a un hospital, mejorando, y el autor del atentado fue inmediatamente detenido.